# له‌له‌دولان
له‌له‌دولان (به لاتین: Lələdulan) یک منطقه مسکونی در جمهوری آذربایجان است که در شهرستان لریک واقع شده است. له‌له‌دولان ۲۲۶ نفر جمعیت دارد.

## ریشه واژه
له‌له احتمالاً اشاره به‌نام شخصی دارد و دی در زبان تالشی به‌معنی روستا و اُن به‌معنی زمین و مکان است و له‌له‌دی‌اُن نام اصلی این روستا است که معنی زمین‌های روستای له‌له است.